# Zouk-lambada
Zouk-lambada (ook wel lambada-zouk en Braziliaanse zouk) is een verzameling van erg nauw gerelateerde dansstijlen ontstaan uit de Lambada dansstijl die vooral gedanst worden op zouk-muziek of muziek met een zouk-beat. De naam Braziliaanse zouk onderscheidt de dans van de Caraïbische zouk dansstijl, die geen enkele relatie heeft met Braziliaanse of lambada-dansen.
De twee belangrijkste stijlen binnen de zouk-lambada zijn de Porto Seguro stijl en de Rio stijl. De naam lambazouk wordt vaak gebruik om naar een specifieke stijl te verwijzen, afhankelijk van de plek kan dat elk van de twee hoofdstijlen zijn. lambazouk is echter een aparte (derde) stijl binnen de zouk-lambada.
Zouk-lambada behoort tot de populairste non-ballroom dansen voor koppels in Brazilië, zoals ook forró, samba de gafieira en salsa.
Zouk-lambada is dynamisch, heel vloeiend en niet stationair. De muziek komt goed in de dans naar voren en bijzonder is dat behalve het ritme ook vooral de melodie wordt gebruikt om op te dansen, onder andere door de vloeiende continue/doorlopende bewegingen. Er wordt gedanst om een 'lang, kort, kort' ritme, hetgeen ook vaak in een voetbalstadion te horen is.

## Geschiedenis
Zouk-lambada is ooit begonnen met de lambada. Deze dans wordt ook wel "forbidden dance" genoemd, maar de enige dans die echt verboden werd is de maxixe uit de jaren twintig van de 20e eeuw. Wel is er in Monroe (Utah) een wet waarin staat dat er tussen twee dansende personen daglicht door moet kunnen schijnen.
Lambada werd eind jaren tachtig in één klap wereldberoemd door de hit van de band Kaoma. Het liedje "Lambada" kwam in 1989 uit en is een cover van "Llorando se fue" uit 1982 van de Boliviaanse groep Los Kjarkas. De muziekclip van "Lambada" van Kaoma werd in Porto Seguro in Bahia opgenomen, alwaar de dans vandaan komt. Als gevolg was er rond en na 1989 een kortdurende boom van Lambada 'dansscholen', maar deze verdwenen net zo snel als ze ontstaan waren. In 1990 volgden nog de twee films "Lambada" en "The Forbidden Dance".
Behalve op Kaoma werd de Lambada ook gedanst op liedjes zoals "Rei da Lambada" van Beto Barbosa, deze Braziliaanse artiest was bekend van jaren tachtig hits zoals "Adocinha", "Preta", "Paramaribo" en "Diz prá mim". Na het begin jaren van de 1990's was de lambada-hype voorbij en werd lambada vooral op (snelle) zouk muziek gedanst.
Na 1994 zijn de weinig overgebleven dansers de langzamere zouk(love) en kizomba gaan gebruiken om Lambada op te dansen. Ook werd lambada gedanst op Arabische muziek zoals khaled allerlei andere muzieksoorten. De andere muziek zorgde ook voor een evolutie in de dans. Deze werd langzamer en sensueler met als gevolg dat deze niet meer als lambada te kenmerken was en eind jaren negentig voor het eerst zouk genoemd werd.
Vanaf rond 2003 worden (internationaal) verschillende namen gebruik en bediscussieerd voor de dans en zijn er naamstellingen als: "Lambada", "Zouk-lambada" & "lambada-zouk", "lambazouk" of het korte "zouk" in omloop. De meeste van deze typeringen worden echter ook gebruikt om naar een specifieke dansstijl te verwijzen. De evolutie van Lambada naar de langzamere Braziliaanse Zouk maakt de dans nog sensueler en is ook terug te zien in diepere cambrés. Een kijker ziet vooral heel veel vloeiende bewegingen, welke door de dansers aangevuld worden door golvende bewegingen met het lichaam en zwaaibewegingen met het hoofd (voor de vrouw). De snellere Lambada is oorspronkelijk uit Porto Seguro afkomstig en wordt gekenmerkt door 'chicotes' (waarbij het voor de toeschouwer lijkt alsof het hoofd van de vrouw naar achter wordt geworpen) en 'bonecas' (het hoofd van de vrouw beweegt zich in een soort 'driedimensionale acht').
Vanaf 2005 is het aantal dansers groter en is er een uitgebreide internationale scene ontstaan van verschillende stijlen, muziek ontwikkeling en congressen. Er ontstaan naast 'lambada' en 'zouk' meer stijlen zoals 'zouk-revolution' en 'soulzouk'. Vooral in Brazilië wordt op grote schaal door DJs muziek geremixt om op te dansen, uiteenlopend van bekende R&B tot new-ageachtige muziek. Op congressen en door uitwisseling worden stijlen en techniek over diverse landen verspreid.
In 2007 wordt vooral veel 'Braziliaanse-aouk' gedanst in Brazilië, Nederland, Australië, Engeland, Spanje en ook in de Verenigde Staten, Israël, België, Zwitserland, Japan, Thailand, Duitsland, Polen, Frankrijk, Portugal en Denemarken.

### Zouk-Lambada in Nederland
De Braziliaanse zouk (oftewel lambada carioca) werd al rond 1998 in Nederland geïntroduceerd door de zoukpioniers Claudio Gomes, Claudia de Vries en Vanderlei Moreira. Uit de dancescene die uit de daaropvolgende jaren ontstond, zijn diverse in 'Braziliaanse-zouk' gespecialiseerde dansscholen voortgekomen. Ook reeds bestaande dansscholen hebben de dans in hun programma opgenomen en in 2007 waren er al rond 30 dansscholen die de dans aanbieden.

## Zouk-Lambada stijlen
Binnen de Zouk-Lambada zijn twee belangrijke stijlen. Lambada verwijst naar de eerste variant Porto Seguro stijl en Zouk verwijst naar de muziek waarop de tweede variant Rio stijl is ontwikkeld. Vooral op basis van deze tweede Rio stijl zijn sinds 2005 andere nieuwe stijlen ontstaan.

### Rio stijl
Rio stijl Zouk (oftewel Lambada Carioca) is begonnen in Rio de Janeiro in Brazilië. De stijl wordt op 5 continenten gedanst, maar is vooral populair in Brazilië, Nederland en Australië. De stijl is een langzamer, smoother en nog sensuelere versie van de Lambada en wordt vooral gedanst op Zouk-love muziek. In Nederland staat de stijl dan ook bekend als zouklove.
De Rio stijl is al vanaf 1989 ontwikkeld op Ilha Dos Pescadores in Rio de Janeiro en heeft de term Braziliaanse Zouk doen ontstaan. Hoewel het jaren duurde voordat de nieuwe stijl in Brazilië groeide, is de Rio stijl al rond het jaar 2000 in Nederland geïntroduceerd door Claudio Gomes. De dansstijl wordt behalve op Zouk ook gedanst op R&B, latin pop en muziek met Arabische invloeden, vaak gemixt met een Zouk beat.
Anders dan bijvoorbeeld Salsa, waar bij het dansen door handen wordt geleid, wordt Braziliaanse Zouk geleid door meer lichaamsdelen, vooral door het tegen elkaar 'lijmen' van de heupen van de danspartners. Bij bewegingen opzij bewegen de heupen daardoor eerder dan de rest van het lichaam, waardoor de bewegingen extra sensueel eruitzien. In de dans zijn ook bewegingen mogelijk waarbij lichaamscontact mogelijk is of zelfs geleid kan worden met armen, benen, schouders of hoofden.
Tijdens danslessen Braziliaanse Zouk wordt door docenten vaak gewaarschuwd dat vrouwen voorzichtig moeten zijn met bewegingen die hun rug of nek belasten. Twee van de meest kenmerkende en besproken bewegingen in de Zouk-Lambada zijn de cambré (buiging naar achteren, die hoger of lager gedaan kan worden, zelfs tot onder de middel) en de hair movements of head movements voor de vrouw. Indien deze bewegingen niet goed uitgevoerd worden kan dat leiden tot blessures.
Een kijker naar de dans ziet vooral heel veel vloeiende bewegingen, welke door de dansers aangevuld worden door golvende bewegingen met het lichaam en zwaaibewegingen met het hoofd. Andere voorbeelden van soorten bewegingen door de vrouw zijn behalve cambré's en hair movements de chicotes (waarbij het voor de toeschouwer lijkt alsof het hoofd van de vrouw naar achter wordt geworpen) en bonecas (het hoofd van de vrouw beweegt zich in een soort 'driedimensionale acht').

### Porto Seguro Stijl
Net zo wijdverspreid als de Rio stijl is de Porto Seguro stijl ontstaan in Porto Seguro in Brazilië. De stijl wordt vooral gedanst in Noord-Oost-Brazilië (Porto Seguro), Argentinië, Spanje en Engeland. De Porto Seguro stijl heeft veel raakvlakken met de originele manier van Lambada dansen; overeenkomsten zijn onder andere:
- gebruik van 'up-tempo muziek';
- gebruik van whip achtige bewegingen;
- tellen door middel van 1,2,3="snel-snel-langzaam".

De huidige Porto Seguro stijl is onder andere afwijkend van de originele wijze van Lambada dansen tijdens de Kaoma tijd doordat de schuddende bewegingen met de schouders (zoals soms bij Cubaanse stijl Salsa) niet meer gedaan worden. In plaats daarvan wordt nu meer met de heupen bewogen.
De Porto Seguro stijl onderscheidt zich van de Rio-style in hoe de stappen op de muziek worden gezet. Simpel gezegd wordt Rio stijl Zouk gedanst op de dominante beat (1,3,4="langzaam-snel-snel"), terwijl Porto Seguro stijl wordt gedanst op de 'kleinere beats' (1,2,3="snel-Snel-langzaam"). Over het algemeen is de Porto Seguro stijl geschikter voor sneller muziek en is Rio stijl meer geschikt voor langzamere muziek. Dansparen kunnen tijdens een aaneensluitende dans ongemerkt overschakelen tussen de twee verschillende dansstijlen.

### Lambazouk
De stijl Lambazouk werd ontwikkeld in Palma (Spanje), door menging van de elementen uit de Braziliaanse Lambada en Zouk van de Antillen, aangevuld met invloeden van de Spaanse Rumba. De stijl en de term Lambazouk is bedacht door Jefferson Costa of Oliveira uit Rio de Janeiro, die in Majorca woont sinds 1991. Jefferson is begonnen met een groep van 6 dansers die experimenteerden met de beste lichaamspositie voor de dans en het gebruiken van 'technische vrolijkheid' om te dansen. De dansers werden na 7 jaar zelf docenten van de nieuwe stijl en twee van de 6 dansers zijn Daniel en Leticia Estévez López. In 2000 heeft Jefferson Costa samen met de 6 docenten de 'Association Lambazouk of Majorca' opgericht.

### Soulzouk
Soulzouk is in 2005 begonnen door China, een docent uit Rio de Janeiro in Brazilië. Soulzouk staat ook wel als freestyle Zouk bekend en wordt vaak gedanst op (nog meer) gevarieerde muziek zoals rap of R&B, waarin soms geen Zouk beat zit. Door het ontbreken van een basisbeat wordt er veel met statisch voetenwerk gedanst(voeten vast op de vloer en alleen boven lichaam bewegingen) en net als bij Neozouk wordt er op een bijna tango-achtige manier gestapt(geen herhalend basis patroon)

### Neozouk
De stijl Neozouk is vooral geïnitieerd door DJ Mafie Zouker uit Rio de Janeiro. Neozouk is zowel een dansstijl als een aanduiding voor door DJ's gemixte muziek om op te dansen.

### Lyrical Zouk
Een stijl die gepromoot wordt door Lindale Thompson.
Ook hebben Donna Wild en Vassili K hun stijl Lyrical zouk genoemd afzonderlijk van Lindale, de definitie van deze vorm is het volgen van de melodie en niet ritmische accenten. waarbij lyrical slaat op de muzikale phrase.